# Szczeciniec
Szczeciniec (Thryonomys) – rodzaj afrykańskich ssaków z rodziny szczecińcowatych (Thryonomyidae).

## Rozmieszczenie geograficzne
Rodzaj obejmuje gatunki występujące w Afryce (Senegal, Gambia, Gwinea, Liberia, Wybrzeże Kości Słoniowej, Ghana, Togo, Benin, Nigeria, Kamerun, Czad, Sudan, Etiopia, Gwinea Równikowa, Gabon, Kongo, Demokratyczna Republika Konga, Rwanda, Burundi, Uganda, Kenia, Tanzania, Malawi, Zambia, Namibia, Botswana, Zimbabwe, Mozambik, Eswatini i Południowa Afryka).

## Morfologia
Długość ciała (bez ogona) 410–770 mm, długość ogona 110–195 mm; masa ciała samic 1,7–3,8 kg, samców 1,4–5,2 kg (wyjątkowo do 9 kg).

## Systematyka
Rodzaj zdefiniował w 1867 roku austriacki przyrodnik Leopold Fitzinger w artykule poświęconym wstępnej systematyce gryzoni, opublikowanego w czasopiśmie Sitzungsberichte der Kaiserlichen Akademie der Wissenschaften. Mathematisch-Naturwissenschaftliche Classe. Gatunkiem typowym jest (oznaczenie monotypowe) szczeciniec większy (T. swinderianus). Wcześniejsza nazwa – Aulacodus – którą ukuł w 1827 roku holenderski zoolog Coenraad Jacob Temminck, okazała się młodszym homonimem rodzaju chrząszczy który został opisany w 1822 roku.

### Etymologia
- Aulacodus (Aulacodes): gr. αυλαξ aulax, αυλακος aulakos ‘bruzda, rowek’; οδους odous, οδοντος odontos ‘ząb’[13]. Gatunek typowy (oznaczenie monotypowe): Aulacodus swinderianus Temminck, 1827.
- Thryonomys: gr. θρυον thruon ‘trzcina’; μυς mus, μυος muos ‘mysz’; prawdopodobnie aluzja do życia wśród trzcin tego gryzonia[14].
- Triaulacodus: gr. τρι- tri- ‘trzy-’; rodzaj Aulacodus Temminck, 1827[15].
- Choeromys (Chaeromys, Chraeomys): gr. χοιρος khoiros ‘świnia’[16]; μυς mus, μυος muos ‘mysz’[17]. Gatunek typowy (oryginalne oznaczenie): Aulacodus gregorianus O. Thomas, 1894.

### Podział systematyczny
Do rodzaju Thryonomys należą dwa występujące współcześnie gatunki:
| Grafika | Gatunek                 | Autor i rok opisu | Nazwa zwyczajowa     | Podgatunki         | Rozmieszczenie geograficzne | Podstawowe wymiary                         | Status IUCN |
| ------- | ----------------------- | ----------------- | -------------------- | ------------------ | --- | ------------------------------------------ | ----------- |
|         | Thryonomys swinderianus | (Temminck, 1827)  | szczeciniec większy  | gatunek monotypowy | Senegal na wschód do Sudanu, na południe do wschodniej Południowej Afryki: nieobecny na Półwyspie Somalijskim, środkowo-zachodniej i suchej południowo-zachodniej Afryce                                                | DC: 63–77 cm DO: 16–19,5 cm MC: 3,2–9 kg   | LC          |
|         | Thryonomys gregorianus  | (O. Thomas, 1894) | szczeciniec mniejszy | gatunek monotypowy | tropikalna Afryka Środkowa i Wschodnia w północnym Kamerunie i południowym Czadzie na wschód do zachodniej Etiopii i Kenii na południe do Zimbabwe i północno-zachodniego Mozambiku; zakres wysokości: do 2600 m n.p.m. | DC: 41–57 cm DO: 11–17,5 cm MC: 1,4–2,4 kg | LC          |

Kategorie IUCN:  LC  – gatunek najmniejszej troski.
Opisano również gatunki wymarłe:
- Thryonomys asakomae Wesselman, Black & Asnake, 2009[21] (Etiopia; miocen)
- Thryonomys kamulai Tanabe, Onodera, Nakatsukasa, Kunimatsu & Nakaya, 2020[22] (Kenia; miocen)
- Thryonomys wesselmani Denys, 2011[23] (Tanzania; pliocen).